# No voy a parar
No voy a parar es una canción interpretada por la agrupación de electropop mexicana Belanova en colaboración con el cantante e integrante de la banda Moderatto, Jay de la Cueva. Fue incluida en el álbum en vivo de Belanova Canciones para la luna: sinfónico en vivo y publicada en el mes de julio del 2014.

## Vídeo musical
Se publicó en la cuenta VEVO de la agrupación en YouTube el mismo día de lanzamiento. Actualmente cuenta con más de 1 millón de reproducciones.

## Posicionamiento en listas
| Lista                              | Mejor posición |
| ---------------------------------- | -------------- |
| México (Top 100 Charts)            | 1              |
| Estados Unidos (Billboard Hot 100) | 38             |
| México (Spotify Charts)            | 33             |

## Historial de lanzamiento
| Región | Fecha               | Formato                     | Discográfica     | Ref.  |
| ------ | ------------------- | --------------------------- | ---------------- | ----- |
| México | 25 de julio de 2014 | Descarga digital, Streaming | Universal México | [ 8 ] |